# Nahikari García
Nahikari García Pérez (Urnieta, 1997. március 10. –) spanyol válogatott labdarúgó, a Real Sociedad játékosa. A spanyol válogatottal részt vett a 2019-es világbajnokságon.

## Pályafutása

### A válogatottban
Az U17-es válogatott tagjaként szerepelt a 2013-as és a 2014-es Európa-bajnokságon, valamint a korosztályos világbajnokságon. Az U19-es csapattal a 2015-ös és a 2016-os Európa-bajnokságon vett részt.

## Sikerei, díjai

### Klubcsapatban
Spanyol kupagyőztes (1): 
- Real Sociedad (1): 2019

### A válogatottban
Spanyolország
- U19-es Európa-bajnoki ezüstérmes (2): 2015, 2016
- U17-es világbajnoki ezüstérmes (1): 2014
- U17-es Európa-bajnoki ezüstérmes (1): 2014
- U17-es Európa-bajnoki bronzérmes (1): 2013